# Strakonický dudák aneb Hody divých žen
Strakonický dudák aneb Hody divých žen je divadelní hra Josefa Kajetána Tyla. Svou premiéru měla 21. listopadu 1847 v Královském stavovském divadle v Praze. Již při svém prvním uvedení se setkala s nadšeným ohlasem diváků. Tato „národní pohádka ve třech jednáních“ se řadí k tzv. dramatickým báchorkám společně s Tylovými dramaty Tvrdohlavá žena, Jiříkovo vidění a Lesní panna.
Hra byla zfilmována roku 1937 (režie Svatopluk Innemann, v titulní roli Jiří  Dohnal), 1955 (režie Karel Steklý, v titulní roli Josef Mixa) a v roce 1974 (popově laděný hudební film Hvězda padá vzhůru režiséra Ladislava Rychmana, ve kterém hlavní roli hrál Karel Gott, hudbu k filmu složil Ladislav Štaidl). Do filmové podoby bylo rovněž převedeno zahajovací divadelní představení na Nové scéně (20. listopadu 1983, režie Václav Hudeček, v titulní roli Jiří Štěpnička).

## Námět a hodnocení
Námět hry pochází z lidové tradice. Tyl se nechal inspirovat jihočeskou pověstí o dudákovi, který hrál pod šibenicí. Dudák Švanda by se rád oženil s Trnkovic Dorotkou, ale pro starého Trnku je Švanda příliš chudý ženich. Švanda se tedy rozhodne, že si na svatbu vydělá hraním na dudy, a to i přes domluvy přítele Kalafuny. Švandova matka, víla Rosava, chce svému synu pomoci. Proto očaruje jeho dudy, Švanda je velmi úspěšný a dokonce ho pozvou do královského paláce, aby uzdravil smutnou princeznu Zuliku. Jeho sekretářem se ale stane vychytralý Vocilka, který chce zneužít jeho umění a obohatit se. Nakonec mu pomáhá až jeho přítel Kalafuna a Dorotka.
Premiéra Strakonického dudáka se uskutečnila 21. listopadu 1847 v pražském Stavovském divadle a již ve své době se stala dramatickou báchorkou, která ze všech Tylových děl získala největší oblibu. Jelikož se české obrozenecké divadlo opíralo o diváky z nejnižších vrstev měšťanů, dosáhly dramatické báchorky velké obliby. Kladně se ke hře vyjádřila i málopočetná česká buržoazie. I sám Karel Havlíček, který stál zásadně v opozici k tylovskému pojetí obrozeneckého umění, tehdy porušil svou zásadu nepsat o tehdejším českém divadle a o Strakonickém dudákovi napsal: „nikdo neopustil divadlo nespokojen“.
V představeních tohoto typu vždycky šlo o nápravu a záchranu nějakého hrdiny, který chybuje. Pestré situace autorovi pomáhaly vytvořit nadpřirozené postavy. Hrdinu se nakonec podaří napravit a vše šťastně končí. Tyl ale uplatnil obecná pravidla tohoto žánru zcela osobitým způsobem. Hra je jedinečná v tom, jak v ní spojil typickou českou vesnici a svět pohádkových bytostí. Pohádková forma, kterou zvolil mu dává velký prostor pro fantazii, o to lépe můžeme hlouběji porozumět charakteru a podstatě postav. Ve Strakonickém dudákovi ztělesnil Tyl dramatický konflikt jako protihru dvou typických charakterů: Švanda kolísá mezi vlivem věrného přítele Kalafuny a mazaného podvodníka Vocilky. Právě pro jejich typickou „českost“ a pro velkou působivost celého motivu hry se Strakonický dudák hraje dodnes. Tyl navíc prohlubuje charakteristiku všech postav, vytváří z nich tradiční české typy.
Inspiraci ke hře bral Tyl na českém venkově, u dudáků, kteří tenkrát chodili po Strakonicku, Prachaticku, Klatovsku až po Domažlice a byli známí i za hranicemi svých krajů. Jmenovali se Zelenka, Havelka, Matěj, Kubíček a jiní. Když šlechtu omrzela jejich kultura a toužili po něčem „exotickém“, pozvali si na dvůr nějakého z dudáků. Dudáci byli i zpravodaji a písmáky dějin. O jejich bouřlivém životě kolovalo mnoho historek, a tak vznikla například pověst o čertovském dudáku. Tu před Tylem zpracoval už Hněvkovský a Jakub Malý. V roce 1825 vyšel Sborník národních písní a na jejich obalu byl nakreslen dudák jako nejvýraznější symbol naší lidové kultury. Dudák byl za těch časů symbolem češství.

Takto je popsáno slovo švanda v Jungmannově čtvrtém díle Slovníku česko-německého (vydaný v Praze roku 1838).

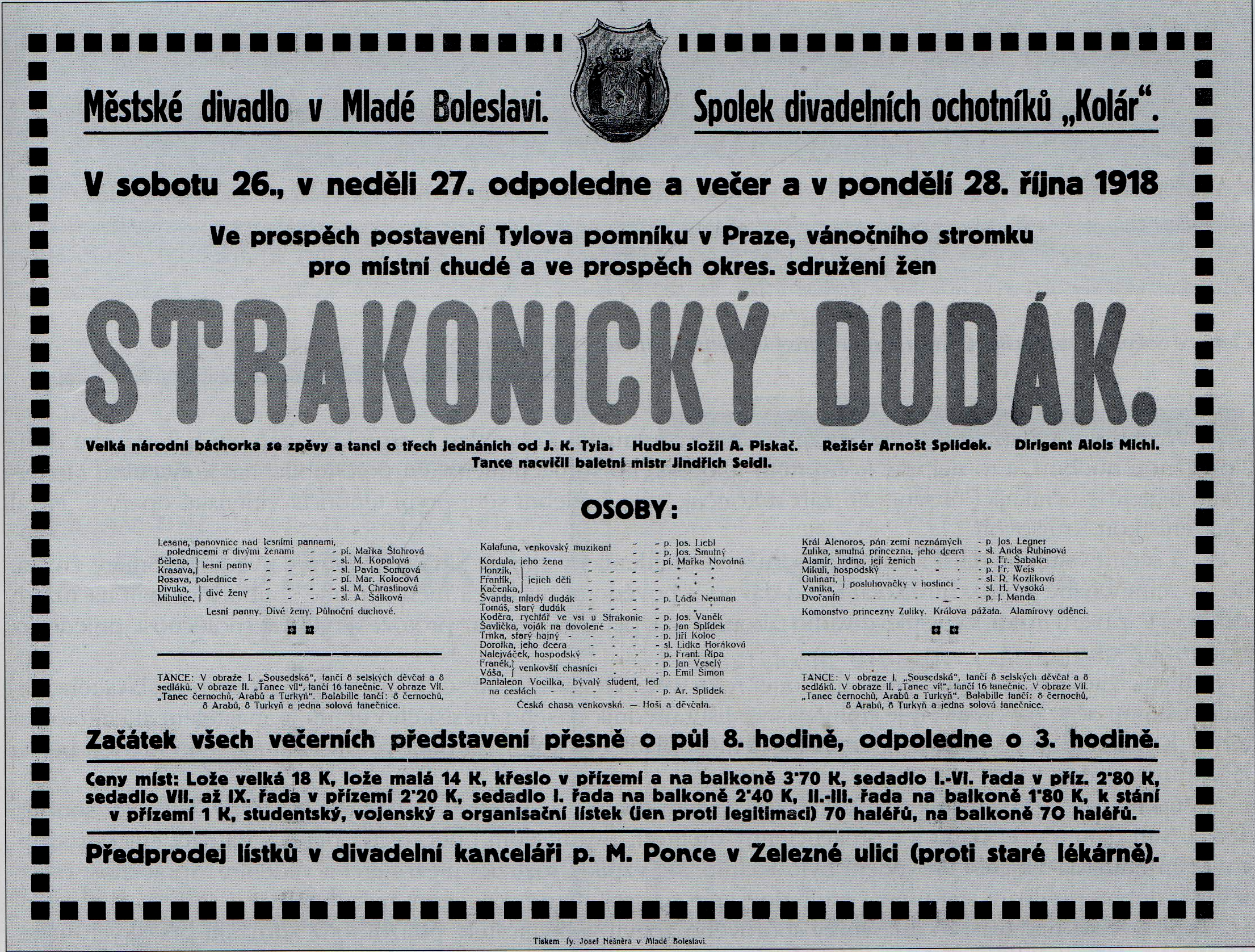
Plakát ke slavnostnímu představení na oslavu vzniku Československé republiky - ochotnický soubor Kolár

SWANDA, y,m., pověstný dudák, der (Ernst) berühmte Dudelsackpfeiffer. Pogďmě ta, Radovi, tam bude Svanda (přísloví, když se kdo na dobrou wůli neb k hudbě zůwe). Zlob.-Švanda,f., nahňka, honba, ranty,fuchs, Tanz. To byla swanda, das war ein Tanz (passim swanda cf.P germ. Swank). Toť by byla swanda, kdybys upadl, das war ein Spektakel, Aujuhr. Us.
Tyl hru neustále upravoval a na konečné verzi pracoval ještě několik dní před smrtí. O hlavní postavě Švandy se dověděl z již zmíněných pověstí, které se o dudákovi dochovaly. Badatelům (mezi ně patřil např. J.G. Sommer6)) se o něm podařilo zjistit, že Tylův slavný dudák, který žil asi v polovině 16. století, se jmenoval Antonín nebo Matěj a v pověstech je spojován s čerty. Jednu z historek najdeme ve Staročeských pověstech (1845) W.S. Sumlorka:“Jistého dudák pod večer v lese potkali tři mládenci zeleně přistrojeni řkouce: Pojď s námi, budeš nám hráti, my ti dobře zaplatíme, jen nám „zaplť Pán Bůh“ neříkej. Zavedli ho v lese do překrásně osvíceného zámku, kdež bylo jídel a nápojů medových plno, co jen hrdlo ráčilo. Když se vše nakrmilo, napilo, natancovalo, na úsvitěho zlatem a stříbrem hojně obdarovali. Dudař radostí naplněný vykřikl:“I zaplať vám to Bůh, aby vám to Pán Bůh zas nadělil“. V tom zmizeli páni, světlo zhaslo, vítr se strhl, zámek rozmetl a dudák zpitomělý a omráčený bez sebe zůstal. Přijda k sobě, viděl, že na vrchu, na mrchovišti leží pod šibenicí a místo peněz hromádky lejen má.“Z těchto důvodů by bylo docela pravděpodobné, kdyby „čerty“ k dudám vymyslel náš známý Švanda. Dudy totiž dříve mívaly kromě kozího těla i nohy a hlavu obr.2.

## Obsah
Švanda a Dorotka se do sebe zamilují. Jejich lásce ale nepřeje Dorotčin otec Trnka, protože Švanda nemá rodiče a je chudý. Aby si mohl Dorotku vzít, musí vydělat nějaké peníze. Proto se rozhodne odejít do světa, rozloučí se s Dorotkou a slíbí jí, že se do měsíce vrátí. Cestou usne na palouku v lese, kde ho najdou víly. Na přímluvu jeho matky – víly Rosavy – je Švandovým dudám vdechnuto zvláštní kouzlo. Rosava žádá královnu víl Lesavu, aby směla svého syna doprovázet. Lesava svolí, ale pod podmínkou - Švanda se nesmí dovědět, kdo je jeho matka.
Švanda má v cizině velké úspěchy. Potkává podvodníka Vocilku, který mu dělá sekretáře a přitom ho neustále šidí. Švandovi se podaří pomocí svých dud rozesmát princeznu Zuliku, která si ho za to chce vzít. Švanda tak ale úplně zapomíná na Dorotku. Protože se už dlouho nevrací zpátky domů, začne se Dorotce stýskat a rozhodne se ho jít hledat se Švandovým kamarádem Kalafunou. Zastihnou ho zrovna v době, kdy si má brát princeznu. Proniknou až na hrad, kde se jich ale Švanda nezastane, a tak jsou vyvedeni strážemi. Nato přijíždí princ Alamir, s kterým byla Zulika zasnoubena, a Švandu nechá uvrhnout do vězení. Až tam si Švanda uvědomí svou chybu.
Zjeví se mu jeho matka Rosava, která mu řekne celou pravdu o tom, kdo vlastně je a za to je Rosava královnou víl uvržena mezi divé ženy. Pomůže Švandovi dostat se z vězení, aby se mohl vrátit zpátky domů k Dorotce. Ta už o něm ale nechce ani slyšet. Až když jí Rosava řekne, že Švandovi hrozí nebezpečí, rozhodne se ho jít Dorotka zachránit.
Švanda byl totiž vlákán Vocilkou o půlnoci do lesa, kde hodlá Švandovi ukrást kouzelné dudy. Švanda je ale donucen hrát na reji divých žen, které ho chtějí zabít. Objeví se ale Dorotka a Švandu osvobodí od kouzel. Švanda slíbí Dorotce, že se změní a oba odcházejí do rodné vsi. Královna víl odpustí i Rosavě, protože ji dojme její láska k Švandovi, jejímu dítěti.

### Dílo online
- TYL, Josef Kajetán. Strakonický dudák : národní báchorka se zpěvy ve 3 jednáních. Praha: Pospíšil, 1858. Dostupné online.
- TYL, Josef Kajetán. Strakonický dudák. Praha: Školní nakladatelství pro Čechy a Moravu, 1944. 54 s. Dostupné online.